# Ryszard Szczęsny (działacz opozycyjny)
Ryszard Szczęsny (ur. 1951) – polski działacz opozycyjny, członek Prezydium Międzyzakładowego Komitetu Założycielskiego (w styczniu 1981).

## Życiorys
W okresie tzw. kryzysu bydgoskiego był odpowiedzialny za bezpieczeństwo i porządek prac. Pracował w Komisji Zakładowej NSZZ „Solidarność” w Białostockich Zakładach Przemysłu Bawełnianego „Fasty”. W zakładzie prowadził biblioteczkę z wydawnictwami Niezależnej Oficyny Wydawniczej. Był wśród związkowców, którzy pod koniec stycznia 1981 złożyli doniesienie o popełnieniu przestępstwa po pobiciu i podpaleniu opozycjonisty Zbigniewa Simoniuka. Po reformie struktur MKZ powierzono mu 21 kwietnia 1981 koordynację pracy Sekcji Interwencji oraz Komisję Mieszaną, odpowiedzialną za weryfikację pracowników usuniętych za strajki w 1970 i 1976. W maju 1981, z powodu zapowiedzianej akcji strajkowej po pobiciu związkowca Jana Kowalewskiego w Kuźnicy Białostockiej, uczestniczył wraz z innymi członkami Międzyzakładowego Komitetu Założycielskiego w rozmowach z przedstawicielami Komendy Wojewódzkiej Milicji Obywatelskiej w Białymstoku. Po wprowadzeniu w Polsce 13 grudnia 1981 stanu wojennego został internowany.